# (39696) 1996 TO1
(39696) 1996 TO1 est un astéroïde de la ceinture principale découvert en 1996.

## Description
(39696) 1996 TO1 a été découvert le 7 octobre 1996 à l'observatoire de Needville, au Texas, par William G. Dillon et Keith Rivich.

### Caractéristiques orbitales
L'orbite de cet astéroïde est caractérisée par un demi-grand axe de 2,56 ua, un périhélie de 1,97 ua, une excentricité de 0,23 et une inclinaison de 3,42° par rapport à l'écliptique. Du fait de ces caractéristiques, à savoir un demi-grand axe compris entre 2 et 3,2 ua et un périhélie supérieur à 1,666 ua, il est classé, selon la JPL Small-Body Database, comme objet de la ceinture principale.

### Caractéristiques physiques
(39696) 1996 TO1 a une magnitude absolue (H) de 15,3 et un albédo estimé à 0,331.